# アルフレッド・ビネー
アルフレッド・ビネー（フランス語：Alfred Binet、1857年7月8日 - 1911年10月18日）は、フランス生まれの心理学者。ソルボンヌ大学生理的心理学研究室室長。知能検査の創案者として知られる。ソルボンヌ大学では最初、精神医学を学び、やがて動物心理学、異常心理学、思考心理学と研究分野を広げた。1905年に文部大臣の委嘱を受けて、精神発達遅滞児識別のため、シモンと共同でビネー・シモン知能尺度を完成させた。1908年には改訂版知能検査を作成、精神年齢の概念を導入した。
父、母ともに医者の家系で、父親は医者だった。父親が子供時代のビネーに解剖用の死体を触らせた事があり、それがトラウマとなって医者への道を断念したとされる。心理学者となったビネーは病院に勤務したが、そこで師のシャルコーと反対派のナンシー学派の対立に巻き込まれ、勤務している病院を辞める事となった。知能検査を開発するにあってよく協力した弟子テオドール・シモンとの出会いは、1899年の事だった。知的障害児施設でインターン中のシモンはビネーに大層気に入られ、ビネーの指示を受けてその施設の入所者を対象に各種検査をしたりもした。ビネーは知能検査を開発して程なくして死去するが、知能検査は未完成のものだと思っていたため、死の数週間前に「あと5年生きられれば・・・」と話したとされる。死因は脳卒中ともいわれるが否定論もある。
下着や靴などに性的魅力を感じる事を「フェティシズム」と呼ぶよう提唱し、この用語を心理学的な立場から使い始めた（フロイトにも引き継がれる。言葉自体はド・ブロスが使い始めた）。
1871年、パリのソルボンヌ大学で法学を専攻するものの、ジャン＝マルタン・シャルコーに感化され医学を志すようになってサルペトリエール病院で勤務した。
1880年頃より心理学の探求に決意を新たにした。1892年アンリ·エティエンヌ・ボニーの下ソルボンヌ生理的心理学実験場で奉職する。1895年よりボニーらと共にL'Année psychologique（心理学年報）を発行し1897年より編纂を勤めた。1895年、ボニー退職の後、同実験場の長を引き継ぎ終生におよんで学究生活に邁進した。
1905年セオドア・シモンと共に知能検査に関する手法「ビネー・シモン知能尺度」を発表し、1908年に改良を加えた。知能検査の成果は世界中に反響を呼び、日本でも(上野陽一)によって紹介された。

## 著作
- La psychologie du raisonnement; Recherches expérimentales par l'hypnotisme (1886; English translation, 1899), his first book. OCLC 14800414.
- Ch. Féré と共著 Le Magnetisme anima (1886).
- La perception extérieure (1887).
- Perception intérieure (1887).
- Etudes de psychologie expérimentale (1888).
- Les altérations de la personnalité (1892; English translation, 1896).
- Introduction à la psychologie expérimentale (1894; with co-authors).
- On Double Consciousness :Experimental Psychological Studie (1896).
- La fatigue intellectuelle (1898; with co-author Henri).
- La Suggestibilité (1900).
- Etude expérimentale de l'intelligence (1903).
- L'âme et le corps (1905).
- Les révélations de lécritique d'après un contrôle scientifique (1906).
- Les enfants anormaux (1907; with co-author Simon).
- Les idées sur les enfants (1900).